# Litoria multicolor
Litoria multicolor é uma espécie de anfíbio anuros da família Hylidae. Está presente na Indonésia. A UICN classificou-a como deficiente de dados.